# Schizodon borellii
Schizodon borellii és una espècie de peix de la família dels anostòmids i de l'ordre dels caraciformes.

## Morfologia
- Pot assolir 2 kg de pes.[5]

## Hàbitat
Viu en zones de clima tropical.

## Distribució geogràfica
Es troba a Sud-amèrica: conca del riu Paraguai.